# Joseph Baudrenghien
Joseph Baudrenghien, geboren als Joseph Auguste Baudranghien, (Monceau-sur-Sambre, 14 november 1873 – Ukkel, 12 februari 1954) was een Belgisch beeldhouwer.

## Leven en werk
Joseph Baudrenghien was een zoon van steenhouwer François Baudranghien en Aurélie Debrou. Hij studeerde aan de Koninklijke Academie voor Schone Kunsten van Brussel (1893-1898), als leerling van Jean-Joseph Jaquet en Charles Van der Stappen.
Baudrenghien beeldhouwde onder andere (arbeiders)figuren, graf- en oorlogsmonumenten en reliëfs. Aanvankelijk vooral christelijk-religieus werk, later meer eigentijdse en maatschappelijke onderwerpen. Hij was in 1898 medeoprichter van kunstenaarsvereniging Labeur,   waarmee hij vanaf 1899 ook exposeerde. Kunstcriticus Octave Maus beschreef hem in 1900 als "Een nieuwkomer met mystieke tendensen, mogelijk beïnvloed door de primitieve kunst van George Minne". Een jaar later vond Maus toch dat Baudrenghiens werk dichter bij dat van Constantin Meunier stond. Hij maakte onder meer een ontwerp voor een grafmonument van vier jongelingen die een lijkwade dragen, dat hij toonde bij Labeur (1899) en op de Salon van Brussel (1904). Hij voerde de vier ook als alleenstaande beelden uit. Het ontwerp is opgenomen in de collectie van het Museum voor Schone Kunsten in Doornik.
Baudrenghien trok op met de Brabantse fauvisten, een groep van expressionistische schilders die ontstond rond de brouwerij van François Van Haelen. Van Haelen verzamelde kunst en antiek, Baudrenghien stond hem bij als expert en agent bij de aankoop van antiek. Van Haelen en de schilders Auguste Oleffe, Pierre Scoupreman en Louis Thevenet waren getuigen bij het huwelijk van de beeldhouwer in 1907 met Barbe Van Cutsem. 
Baudrenghien overleed op 70-jarige leeftijd.

## Enkele werken
- gedenkplaat met reliëfportret van burgemeester Felix Wittouck (1849-1916) in het gemeentehuis van Sint-Pieters-Leeuw. Gegoten bij Léon Orban in Brussel.
- 1919? oorlogsmonument aan de Hoogstraat in Beersel. Het beeld werd gegoten bij Verbeyst in Brussel.
- na 1920 oorlogsmonument, Joseph Depauwstraat in Sint-Pieters-Leeuw. Het beeld werd gegoten bij Léon Orban in Brussel.[6]
- gouden haan, bekroning van het westelijk paviljoen van het gemeentehuis van Sint-Gillis.

## Fotogalerij

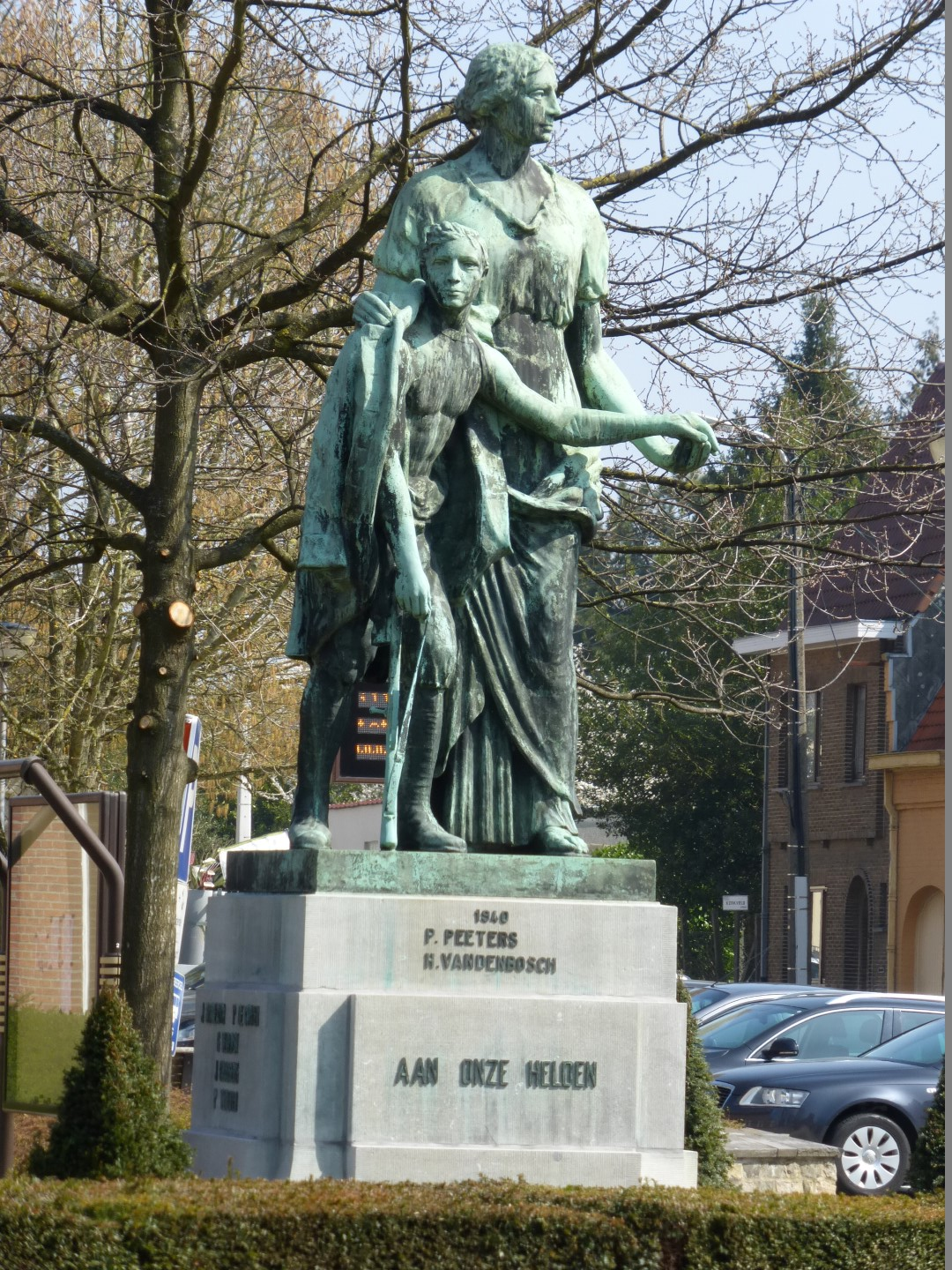
oorlogsmonument Beersel
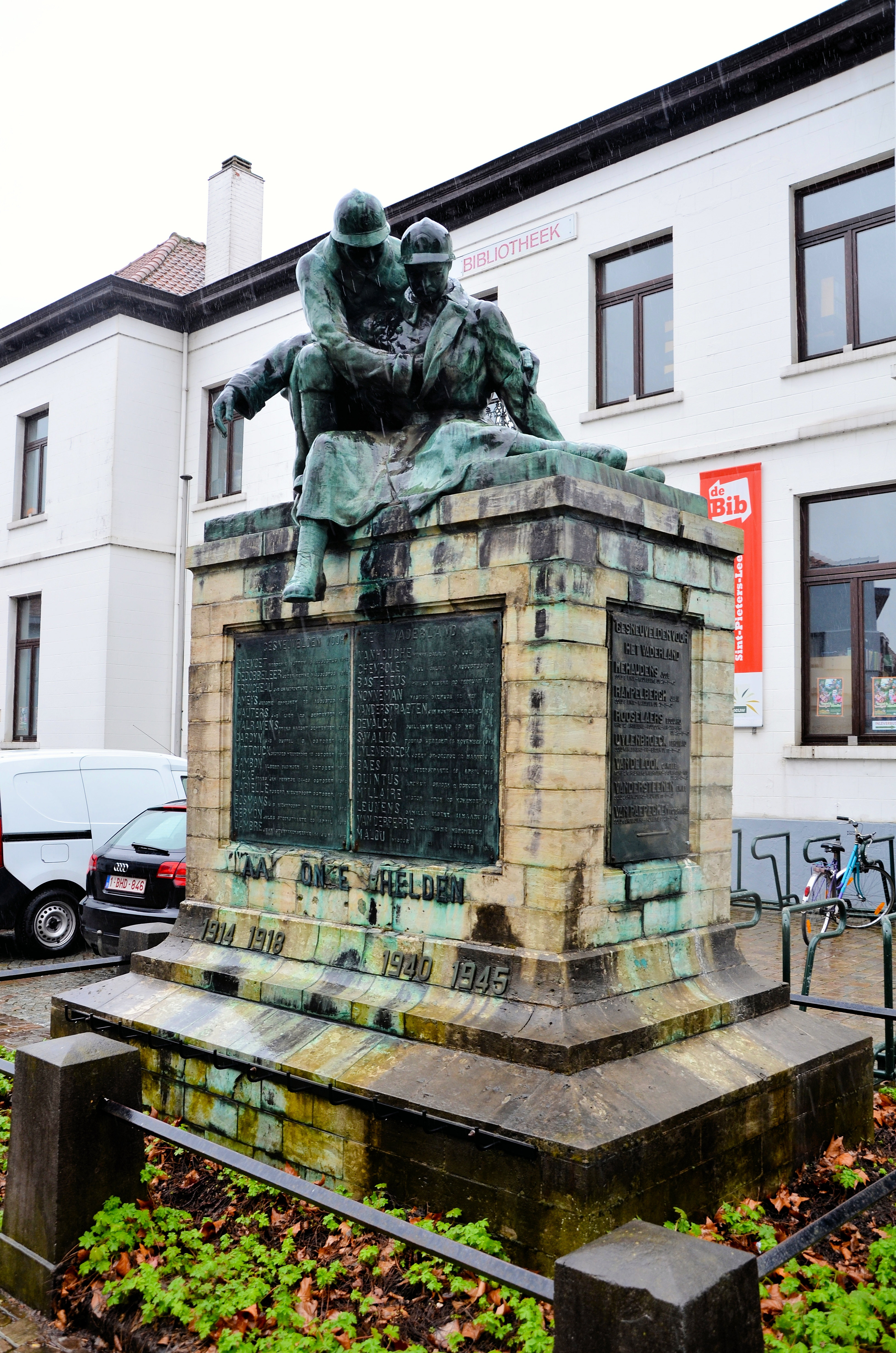
oorlogsmonument in Sint-Pieters-Leeuw

- RKD-Nederlands Instituut voor Kunstgeschiedenis: 330950